# Chronica Jutensis
Chronica Jutensis (dansk: Jyske Krønike), også kendt som Continuatio compendii Saxonis eller Chronica Danorum. Krøniken er et lille, dansk historisk værk fra midten af det 14. århundrede, skrevet på latin.
Der følger et kort sammendrag med, omkring 1/4 af størrelsen af originalen, af Saxos Gesta Danorum, kendt som Compendium Saxonis.
Det originale manuskript er gået tabt, men krøniken har dog overlevet i fire forskellige håndskrevne kopier, ca. 100 år yngre. Én af disse er skrevet af en munk fra Odense i 1431
Chronica Jutensis begynder omkring det tidspunkt, hvor Gesta Danorum slutter, dvs. i kong Knud VI regeringstid, lige før kong Valdemar II sikrer sig tronen. Den slutter ved begyndelsen af kong Valdemar IV Atterdags regeringstid omkring 1342.
Den er skrevet i tidsrummet fra 1342-1350, da manuskriptet intet nævner om Estland, der blev solgt til Den Tyske Orden den 29. september 1346. Det må have været skrevet før denne dato eller måske kort efter, hvor der med stor sandsynlighed endnu ikke har været kendskab til denne begivenhed.
Det vides ikke, hvem forfatteren er. Dog menes det, at han må være fra Jylland, da begivenheder og personer i Jylland er beskrevet i detaljer. Det ser også ud til, at forfatteren er sikker med hensyn til både den jyske topografi og personerne fra Jylland.
De latinske kopier befinder sig i:
- Det Kongelige Bibliotek, København, Add. 49 2º (1431)
- Den Arnamagnæanske Samling, København, AM 107 8º (16. århundrede).
- Riksarkivet, Stockholm, Skokloster 47 4º (15. århundrede).
- Uppsala Universitetsbibliotek, De la Gardie 44 4º (15. århundrede).

## Reference
- Rikke Agnete Olsen, Jyske Krønike, Wormianum forlag, 1995, ISBN 87-89531-14-0

## External henvisninger
- Repertorium Chronicarum Arkiveret 28. oktober 2004 hos  Wayback Machine